# قاضی (فیلم ۱۹۸۴)
قاضی (فرانسوی: le juge‎) فیلمی در ژانر جنایی است که در سال ۱۹۸۴ منتشر شد. از بازیگران آن می‌توان به ژاک پرن، ریشار بورینژه، آندریا فریول، و مایکل لنسدال اشاره کرد.